# Eliezer Toledano
Eliezer Toledano (hebreu: אליעזר טולדנו‎; Jerusalem, 12 d'octubre de 1973) és un militar israelià. Té el grau de General major (Aluf) i ha ocupat els càrrecs de secretari militar del Primer Ministre i de comandant de la Brigada de Paracaigudistes, de la divisió del comandament del sud i de la Divisió de Gaza. Actualment (2023) dirigeix la Direcció d'Estratègia i Tercer Cercle de l'Estat Major de les Forces de Defensa d'Israel (FDI).

## Orígens
Toledano és fill de Jaim i Linda del Marroc. Va néixer a Jerusalem, tot i que es va criar a Qiryat Motsqin. Va assistir al Col·legi Orth a Qiryat Bialiq i va ser aprenent i instructor del moviment Bnei Akiva, moviment juvenil religiós sionista, a la seva ciutat natal.

## Carrera militar

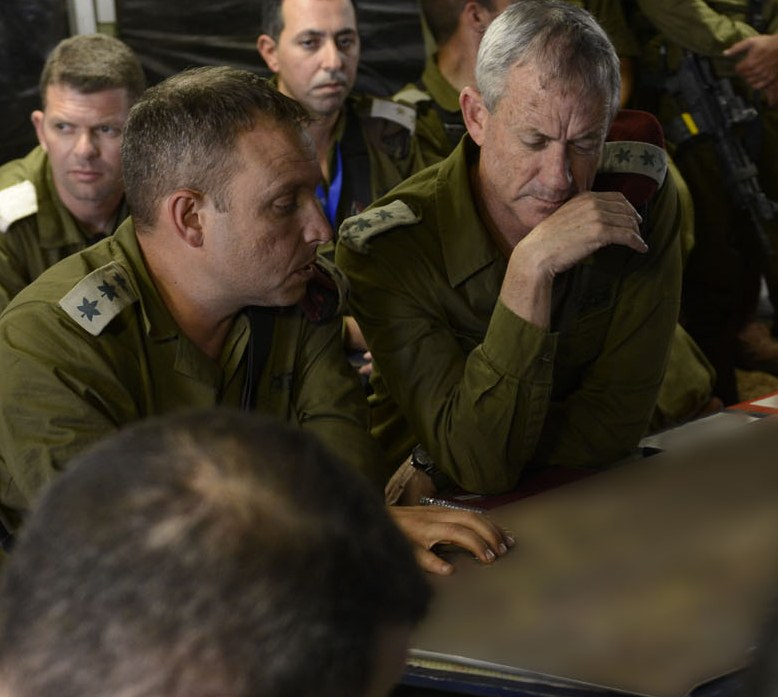
Eliezer Toledano (a l'esquerra) amb el Ramatcal Benny Gantz a la seu del comandament de la 35a Brigada de Paracaigudistes durant l'Operació marge Protector el 2014.

El 1990, Toledano es va convertir en oficial d'infanteria després d'acabar l'escola d'oficials. Va servir com a oficial executiu del batalló de paracaigudistes 890 "Efe" (Echis) durant l'Operació Escut defensiu i va dirigir el 101 Batalló Peten (Elapidae) de paracaigudistes en operacions antiterroristes durant la Segona Intifada. Més tard va comandar la Unitat Maglan a la Guerra del Líban de 2006.
Després va servir com a oficial executiu de la divisió de Judea i Samaria i com a comandant d'una brigada de paracaigudistes de reserva. Durant l'Operació Marge Protector, sota el seu comandament, la 35a Brigada de Paracaigudistes va ser assignada per operar a Khan Yunis on va localitzar localitzar i destruir quatre túnels de Hamàs i matat a 141 milicians palestins. Després va ser nomenat secretari militar del primer ministre.

### Comandament Sud
L'octubre de 2018 va ser nomenat comandant de la Divisió de Gaza de les FDI, càrrec que va ocupar aquest fins a l'agost de 2020. Durant el seu mandat va haver de fer front a les protestes frontereres de Gaza i va dirigir diverses operacions i enfrontaments militars contra Hamàs i el moviment Gihad Islàmic palestí. D'aquests enfrontaments els més destacats van ser l'Operació Cinturó Negre, els enfrontaments entre Gaza i Israel del maig de 2019 i els enfrontaments entre Gaza i Israel del novembre de 2018.

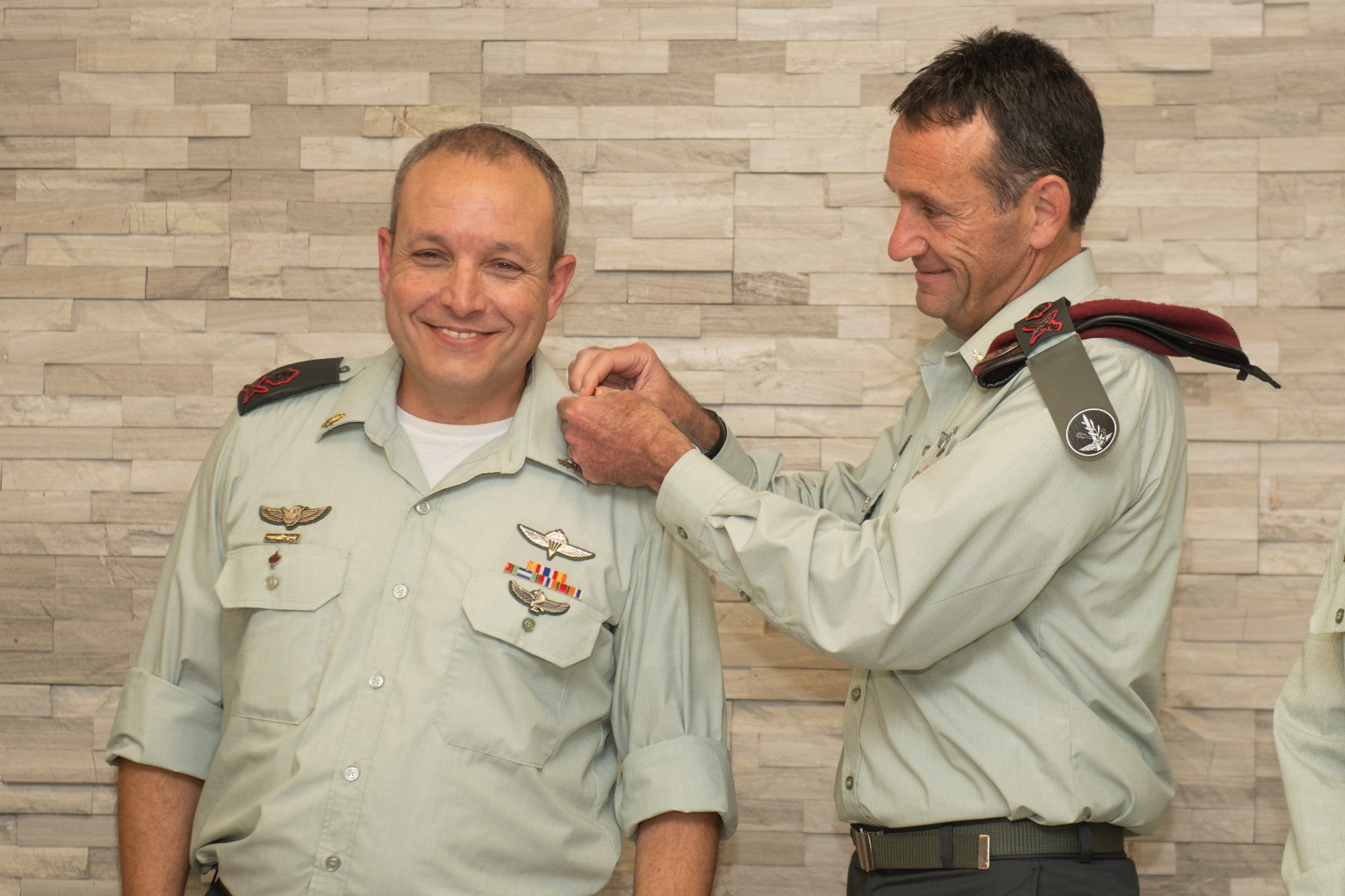
Toledano i el Cap de l'Estat Major Herzi Halevi de canvi de comandament del Comandament Sud el juliol de 2023.

El març de 2021 va ser nomenat comandant del Comandament Sud i el mai va dirigir l'Operació Guardià de les Muralles. Va mantenir el càrrec fins al 9 de juliol de 2023, quan va ser succeït per Yaron Finkelman.
Ara dirigeix la Direcció d'Estratègia i Tercer Cercle de l'Estat Major de les Forces de Defensa d'Israel.

### Guerra entre Israel i Gaza de 2023
Alguns sectors de la premsa israeliana van considerar que Toledano, que havia estat el comandant del comandament del Sud fins al setembre de 2023, i la ideologia que tant ell com el seu superior el cap de l'Estat major Aviv Kohavi defensaven, factors important del fracàs de l'exèrcit israelià en la defensa del sud d'Israel durant la invasió de Hamàs el 7 d'octubre de 2023.